# 桐生氏
桐生氏（きりゅうし）は、南北朝時代から戦国時代末期にかけて上野国東部山田郡桐生地方を本貫とした武家の一族。
平安時代末期にみえる桐生六郎を「前・桐生氏」とし、これに対して本項目の桐生氏を「後・桐生氏」と定義する見解が一般には流布する。一方で地方史研究の分野では、佐野氏との関連に着目して桐生佐野氏と定義する説が有力となっている。
なお近世成立の伝承・物語と、同時代史料に基づく研究結果でその動向が全く異なっている。

## 伝承・物語に基づく「桐生氏」

### 出自の諸説
藤原秀郷の系統である藤姓足利氏（源姓足利氏とは別系統）の一族という。観応元年（1350年）に、佐野氏の一族・桐生綱元（鎌倉時代末期の人物、桐生天満宮を祀る）の末裔とされる桐生（又六郎）行阿入道国綱が、柄杓山城を築き、拠点としたのが始まりとされる（『桐生老談記』・『山田郡誌』 など）。一方、『桐生市史』は藤姓足利氏の系譜に異同が多く、『吾妻鑑』にみえる桐生六郎の末裔とする『桐生地方史』の説が有力とした。「逆臣」となった六郎の名をはばかったのではとしている。『桐生市史』は桐生六郎を「前期・桐生氏」、本項の桐生氏を「後期・桐生氏」と分類した。

### 滅亡
助綱のとき周辺の小領主を討ち、桐生氏の全盛期を迎えたが、助綱の養子・桐生親綱のとき内紛が生じた。佐野氏から入った親綱は佐野家から連れてきた家臣を重用し、桐生氏譜代を蔑ろにした。また領内に暴政を敷き、渡良瀬川の水利を巡っては、先代のときから由良氏と取り決めてあったのを桐生側により有利に変更しようとして由良家と対立してしまう。
元亀4年（1573年）3月、家中の乱れを見た由良成繁の軍勢に攻められる。柄杓山城は落城し、親綱はなんとか故郷の佐野領へとたどり着くが、旧領の支持がなく反攻が失敗、その年の5月にあえなく死んでしまう。ここで名門・桐生氏は224年の歴史に幕を下ろしたのである。その後柄杓山城には、由良成繁が入った。

### 歴代当主
諸説伝わっている。一例を示す。
（足利成行）：嫡子成綱に先立たれる
（足利家綱）：成行の養子
（足利成俊）
1. 桐生綱元（成俊の子、俊綱の子の説あり）
2. 桐生勝綱
3. 桐生氏綱
4. 桐生宣綱
5. 桐生国綱（桐生氏中興の祖）
6. 桐生元義
7. 桐生豊綱
8. 桐生義綱
9. 桐生正綱
10. 桐生在俊
11. 桐生親康
12. 桐生重綱
13. 桐生助綱（戦国期桐生氏全盛期の名将）
14. 桐生親綱（同族の佐野昌綱の子）
15. （桐生之綱）

## 中世史研究による「桐生佐野氏」
「桐生氏」が柄杓山城にあり、親綱の失政のために滅亡したという説が広く知られている。しかし研究により、その動向は近世の軍記物・系譜・地元伝承に頼ったもので、同時代史料に照らし合わせると問題が多く、ある程度は史実を反映しているかもしれないが、そのまま受け取ることはできないとされる。
まず『群馬県史』（1989年（平成元年））で、助綱・親綱が佐野氏からの養子であり、桐生氏 ＝ 佐野氏の一体性が示され、黒田基樹によって桐生佐野氏として位置づけられた。黒田は古文書によって桐生系譜の再構成も行っている。

### 出自
足利氏の一族・佐野氏の分家。佐野大炊助（直綱）が桐生に入部したのが桐生佐野氏のはじまりである。これにより桐生氏が創めて成立したとする説もあれば、一方で後世の軍記物の多くや慶安2年の西方寺古文書（『桐生市史』別巻に収）などで西方寺が桐生氏による建立だと伝えるため、室町前期に桐生氏の祖らしき人物があり、その名跡を佐野大炊助が継いで成立したする説もある。
貞和5年（1349年）には、桐生又六法師行阿・同次郎三郎国光が足利尊氏から桐生郷の在家などを与えられており、桐生六郎以後で桐生郷に桐生氏を名乗る勢力があったようだが、桐生佐野氏との関係は確定できていない。なお桐生又六法師行阿について、『桐生市史』が近世の軍記物「桐生本末記」にみえる桐生国綱と同一視しているが、国綱は実在性が疑問視される人物だとされる。
なお戦国時代までは「桐生」とは名乗らず「佐野」と称している。「桐生」姓がみられるのは江戸時代に入ってからの文献である。

### 歴史
桐生佐野氏初代の佐野大炊助は、享徳2年（1453年）1月、足利成氏から御料所の桐生郷の代官に任じられた。2年後に始まる享徳の乱では本家・佐野盛綱とともに成氏方となっている。当初は桐生郷は戦乱の後方地域にあったが、長禄2年（1458年）になって桐生郷に隣接する新田荘を支配していた岩松氏が成氏方から上杉方に離反し、桐生佐野氏は上杉勢の攻撃を受けるようになった。このため桐生佐野氏は文正元年（1466年）に上杉方に帰順する。しかし文明4年（1472年）の古河公方足利成氏側の反攻以降に再び桐生氏は古河公方側についている。
長享の乱では、桐生佐野氏は一貫して古河公方側にあった。しかしその古河公方が内紛を起こした永正の乱では動向がよく分からなくなる。足利高基や晴氏から官位・所領安堵を受けているが、所属の詳しい変遷は不明である。
天文年間には山内上杉氏の配下にあり、後北条氏に対抗している。天文23年（1554年）には古河城に籠城した足利晴氏を支援したが、後北条氏の攻撃で9月に降伏した（11月に古河城も陥落）。
また長享のころから新田の横瀬氏と渡良瀬川水利を巡り対立していたが、横瀬氏（由良氏）・桐生佐野氏ともに後北条氏の配下になったため、調停が図られている。
永禄3年（1560年）、長尾景虎（上杉謙信）が関東管領上杉憲政を奉じて関東に進攻してくると、桐生佐野氏は本家の下野佐野氏とともに永禄4年（1561年）になって上杉に帰順したが、謙信が帰国すると離反した。周辺の横瀬氏・足利長尾氏・沼田城（上杉城代支配）が上杉側であり、後北条側の最前線とあった。このため永禄6年（1563年）から翌7年（1564年）にかけて上杉方の攻撃を受けて降伏する。しかし今度は南の新田横瀬氏・足利長尾氏が後北条へ離反し、上杉側の最前線となっている。以後の動向は不明である。

### 没落と子孫の動向
桐生地域の動向は史料に現れず、桐生佐野氏の様子は不明である。「赤城神社年代記録」によれば、元亀4年（1573年）3月、由良成繁が桐生城を落としたとある。少なくとも、由良勢による桐生落城までは国衆として桐生にあったと推測されている。
黒田によれば、桐生佐野氏が下野佐野氏・厩橋長野氏とともに上杉謙信による永禄3年（1560年）の関東進攻に際してすぐに同調せず、翌年に帰順するが離反し、永禄6年（1563年）に上杉勢から攻撃されているなど、謙信に反抗的であったため、処罰され桐生領の実権を失ったのではと指摘される。
子孫の由緒書によれば、由良氏によって領地を失ったあとは、その由良氏に保護され、その領内に隠棲状態で存続していたとされる。
由良郷に隠棲した桐生重綱（親綱）は慶長3年（1598年）に死去し、その子・又次郎は寛永元年（1624年）9月に甲府藩主徳川忠長に49歳で仕官したが、その後は不明である。
一方、桐生重綱（親綱）の先代・直綱には実子・為綱があった。為綱は、少なくとも重綱（親綱）の家督継承時には安房の里見氏と里見の庇護下にあった小弓公方のもとへ身を寄せている。実子が家督継承しなかったことについては、桐生佐野氏の上位勢力の動向と絡んで、家中の内訌などがあった可能性が指摘される。のち為綱は小弓公方の家老となり、子孫は喜連川藩藩士として続いた。また為綱と共に安房に身を寄せた姉妹は小弓公方家第2代足利頼純に嫁ぎ、月桂院（豊臣秀吉側室）を生んでいる。

### 歴代当主
黒田基樹の推定による。
（佐野帯刀左衛門尉）：佐野盛綱の叔父）
1. 桐生直綱（大炊助・周防守、桐生氏初代）
2. 桐生某（黒田は重綱と推測、兄は本家の下野佐野氏の養子となった佐野秀綱）
3. 桐生助綱（佐野秀綱次男、実名が確定できる桐生佐野氏唯一の人物。）
4. 桐生直綱（大炊助）
5. 桐生重綱（又次郎、同族の佐野昌綱の子で婿養子、親綱とも）
6. （桐生又次郎）